# 唯靈
唯靈（1936年1月28日—2023年1月24日），原名麥燿堂，廣東順德人，為香港飲食評論家。

## 生平
唯靈生於1936年1月28日，早年就讀官立漢文學校小學部和英皇書院（1955年），1958年於聯合書院完成英文學位。他曾任財經新聞記者，後任專欄作家、食評家及公關顧問。香港旅遊協會，公共關係及飲食顧問（1964－1989年）、太古集團、文華酒店及食街集團顧問、星島日報集團財經專欄作家及增刊總編輯（1972-1988年）、英國金融時報專欄作家。現為潮州城集團董事、香港信報財經新聞專欄作家、國際美酒佳肴鑑評家。
於1985年榮獲由法國拿破崙拔蘭地主辦的商業奇才獎，並於 2005 年成為首位獲中國飯店協會頒發《中國美食家》稱號。
曾任或現任公職包括香港旅遊發展局『幸會港友』義工計劃專家導師、香港選舉委員會委員 2000、職業訓練局訓練委員會委員、酒店業、飲食業及旅遊業訓練委員會委員、食肆及酒牌工作委員會委員、香港旅遊協會顧問、中華廚藝學院訓練委員會副主席、香港飲食業東主協會主席、香港飲食業聯合總會副會長、新加坡航空國際美食顧問、世界烹飪聯會副主席、國際飲食旅遊作家協會遠東區主席、廣州飲食之星俱樂部名譽主席、廣州飲食之星雜誌社編輯顧問委員會主任、廣東美食網顧問、中國飯店協會－香港飯店與飲食行業協會會長、順德區廚師協會名譽會長。
1995年曾客串徐克執導電影《金玉滿堂》，在片中演回自己，飾演一位美食家陶榛。
1999年亦曾於電視劇《肥貓正傳II》客串飾演食家。
2023年1月24日因病逝世，享年87歲。

## 個人生活
唯靈於1973年與李蕙萍（Mimi）在香港結婚。

## 著作
- 《食在香港》
- 《式飲式食》綠葉出版社 1983
- Tatler's guide to Hong Kong's 100 best restaurants / compiled by the editors of Tatler with Elizabeth Morcom and William Mark., Illustrated Magazine Publishing, 1984
- 《Chinese Cookery Masterclass》Book Sales, 1984
- 《香港名廚真傳食譜》香港週刊有限公司 1985
- 《唯靈食經－季刊》1986
- 《唯靈美食－季刊》1987
- 《The Best of Chinese Cooking》Centurion Books Ltd 1991
- 《The Chinese Gourmet》Thunder Bay Press 1994
- 《唯饕者靈》穎川堂 1999
- 《The Best of Chinese Cooking》Evans Mitchell Books 2002
- 《唯靈食趣》三聯書店(香港)有限公司 2002
- 《唯靈食趣》嘉出版有限公司 2005
- 《唯靈私房菜》嘉出版有限公司 2005
- 《唯靈食趣》(簡體字版)廣西師範大學出版社 2007
- 《唯靈．為食》明報出版有限公司 2008
- 《唯靈食經（I）-食德是福》天地圖書有限公司 2009
- 《唯靈食經（II） - 美食養生》天地圖書有限公司 2010
- 《牛頭．馬嘴——30-70隔幾代食話》明報出版有限公司 2011
- 《唯靈自選集－食在香港》鉅騰有限公司 2013